# إيفيلين فريمان روبرتس
إيفيلين فريمان روبرتس (بالإنجليزية: Evelyn Freeman Roberts)‏ هي موزعة وعازفة بيانو أمريكية، ولدت في 13 فبراير 1919 في كليفلاند في الولايات المتحدة، وتوفيت في 15 يونيو 2017.

## وصلات خارجية
- إيفيلين فريمان روبرتس على موقع ميوزك برينز (الإنجليزية)
- إيفيلين فريمان روبرتس على موقع ديسكوغز (الإنجليزية)